# Pseudolimnophila multipunctata
Pseudolimnophila multipunctata är en tvåvingeart som först beskrevs av Enrico Adelelmo Brunetti 1912.  Pseudolimnophila multipunctata ingår i släktet Pseudolimnophila och familjen småharkrankar. Inga underarter finns listade i Catalogue of Life.